# Emetullah Rabia Gülnûş Sultan
Emetullah Rabia Gülnûş Sultan, född Evmania Voria 1642 i Rethymno på Kreta, död 6 november 1715 i Konstantinopel, var valide sultan under sina söner Mustafa II och Ahmed III från 1695 till 1715.  Hon utövade ett visst inflytande över politiken och medverkade till att det Osmanska riket som allierat med Sverige förklarade krig mot Ryssland 1711.

## Biografi
Emetullah Rabia Gülnûş Sultan var född som Evmania Voria i Rethymno på det venetianska Kreta som dotter till en grekisk-ortodox präst.  Hon togs som slav när osmanerna invaderade Kreta under det kretensiska kriget (1645–1669) och såldes som slavkonkubin till det kejserliga osmanska haremet, där hon enligt sed konverterade till islam och fick ett persiskt slavnamn, Mahpare ('En bit av månen'). Hon var tre år gammal när hon kom till haremet, och fick en muslimsk uppfostran.

### Konkubin
När hon blev äldre blev hon så småningom uppmärksammad av sultan Mehmet IV och blev så småningom hans favorit bland konkubinerna. Han tog henne bland annat med sig på sina frekventa jaktresor på Balkan. Hon åtföljde sultanen, tillsammans med hans mor, prins Mustafa och sultanens systrar, på en kampanj under kriget mot Polen 1672 och 1673. Hon åtföljde honom även under kriget mot Wien 1683.
Omtalad är hennes rivalitet med odalisken Gülbeyaz, som höll på att ersätta henne som sultanens favorit när hon mördade henne: enligt tradition antingen genom att knuffa henne från en klippa ned i havet, eller genom att ge order om att hon skulle strypas. Hon ska också ha önskat mörda sultanens bröder, Süleyman II och Ahmed II, sedan hon fött sina söner 1664 och 1673, men detta förhindrades av sultanmodern Turhan Sultan.
Emetullah Rabia Gülnûş Sultan skapade ett nätverk av kontakter inom haremet, och kunde genom dessa och sin gunstlingsposition hos sultanen stödja karriärer för ämbetsmän även utanför haremet. En av hennes kontakter var storeunucken Yusuf Agha, som fick ansvaret för den stiftelse hon grundade 1680 för ett sjukhus och soppkök i Mecka. Hennes överhovmästare Mehter Osman Agha kom också att bli Yusuf Aghas lärling. Amcazade Hüseyin kom att bli hennes skyddsling 1672 och fick ett ämbete inom hennes hushåll 1682. Hon beskyddade Feyzullah Efendi även sedan han föll i onåd efter nederlaget mot Wien 1683, och ingrep till hans förmån 1686. Hon beskyddade storvisir Kara Mustafa Pasha men kunde inte förhindra hans avrättning efter nederlaget vid Wien 1683 trots försök, men beskyddade sedan också hans efterträdare Fazil Ahmed Pasha.

### Valide sultan
År 1695 blev hennes son Mustafa II sultan, och som hans mor fick hon titeln valide sultan och blev därmed den högsta rankade kvinnan i Osmanska riket och det kejserliga haremet.
Som mor till sultanen hade hon betydligt större frihet än hans gemåler: hon hade sitt eget hushåll och inkomster, hon besökte sina döttrar i deras palats, hon gav audiens till storvisiren tillsammans med sin son, gjorde svarsvisit hos honom och åtföljde till och med sin son till offentliga parader och andra högtider. Mustafa II var noga med att visa respekt för sin mor offentligt närhelst ett tillfälle uppkom, de utbytte representativa gåvor och vid ett tillfälle utfärdade han ett förbud för någon att övernatta i samma hus där hans mor hade sovit under en av sina resor. Hon var dock inte populär bland allmänheten, eftersom det ryktades att det var hon som hade uppmuntrat sultanens smak för Edirne framför Konstantinopel.
Mustafa II efterträddes 1703 av hennes andre son Ahmed III. Hon kunde därmed kvarbli i sin ställning som valide. Hon är även känd som Ahmed III:s rådgivare. Med hänsyn till hennes impopularitet, lät Ahmed III henne kvarbli i Edirne en tid efter att han bestigit tronen, och vid hennes återkomst till Konstantinopel fick hon också bo en tid i det gamla palatset för pensionerade konkubiner, innan hon offentligen installerades som överhuvud för haremet i Topkapipalatset.
Då Karl XII levde i Bender i Turkiet sände han generalen greve Stanisław Poniatowski och Thomas Funck, överste i Södermanlands regemente, för att övertyga sultanen att förena sig med Sverige i kriget mot Ryssland. För att åstadkomma detta mutade de den franska palatsläkaren Goin som ordnande ett möte, dels med en judinna (möjligen en kira) som stod nära sultanmodern och dels med den ungerska haremseunucken Horwath. Den till namnet okända judinnan gick med på att förmedla ett brev, och Horwath blev Sveriges kontakt i haremet. Sultanmodern blev intresserad av Karl XII, växlade brev med honom, och övertalade 1711 sin son att förklara krig mot Ryssland.
Som valide sultan ägnade hon sig likt andra valide sultaner åt en rad byggnadsprojekt och filantropi, och grundade sjukhus, skolor, moskéer och offentliga dricksfontäner.